# Борубашов, Бекбосун Ишенбекович
Борубашов Бекбосун Ишенбекович — Советник Президента Кыргызской Республики. Заслуженный юрист Кыргызской Республики. Государственный советник государственной гражданской службы Кыргызской Республики третьего класса. Заведующий кафедрой международного и конституционного права юридического факультета КРСУ.

## Биография
Борубашов Бекбосун Ишенбекович родился 22 апреля 1955 г. в селе Токтоян Иссыкульской области. 1972 году окончил среднею школу им. С. Токтогула в г. Каракол Иссык Кульской области. 1983 году окончил исторический факультет Кыргызского государственного университета. 1997 году окончил юридический факультет КГНУ имени Ж. Баласагына.

## Трудовая деятельность
С 1983 по 1992 год старший преподаватель, доцент кафедры Политической истории Кыргызского национального университета имени Ж. Баласагына. В периоды с 1992 по 1998 года начальник учебного отдела Академии МВД КР. С 1999 по 2002 год директор Бишкекского филиала Казахского института правоведения и международных отношений (КИПМО). С 1998 по 2007 года доцент, профессор кафедры Теории и истории государства и права Кыргызско-Российского Славянского университета (КРСУ). С 2007 года заведующий кафедрой Международного и конституционного права юридического факультета КРСУ.

## Научная степень
Член-корреспондент Национальной академии наук Кыргызской Республики. Доктор юридических наук, кандидат исторических наук, профессор.

## Общественная деятельность
20 ноября 2020 года Указом № 45 Президента Кыргызской Республики назначен председателем Конституционного совещания Кыргызской Республики. Под его руководством был разработан проект Конституции Кыргызской Республики, который 11 апреля 2021 года на всенародном референдуме был одобрен большинством голосов избирателей.
Является заместителем председателя Диссертационного совета Д.12.20.17 по защите диссертаций на соискание ученой степени доктора (кандидата) юридических наук при Института философии, права и социально-политических исследований им. А. А. Алтмышбаева Национальной академии наук Кыргызской Республики, Кыргызско-Российского Славянского университета им. Б. Н. Ельцина и Международной академии управления, права, финансов и бизнеса.
2021 года утвержден членом президиума Национальной аттестационной комиссии (НАК) Кыргызской Республики.
Является членом редакционного совета международного научно — практического журнала «Право и закон». (Бишкек) Член редакционного совета «Российско-азиатский правовой журнал» Алтайский государственный университет, Барнаул. Член редакционного совета «Евразийский журнал международного права» Москва. Сотрудничает с научно-педагогическим сообществом зарубежных стран.

## Научные работы
Имеет более 170 научных и научно-популярных публикаций, из них 3 научных монографий, 4 учебника и 20 научно-методических пособий для высших учебных заведений, 145 научных и научно-популярных статей.
Под его руководством были защищены кандидатские и докторские диссертации.
Он выступил с научными докладами на международных конференциях (Москва, Санкт-Петербург, Стамбул, Ташкент, Нур-Султан, Алма-Ата). Ряд его научных статей опубликованы в зарубежных изданиях — России, Польши, Казахстана, Узбекистана, Турции и переведены на английский, турецкий и польский языки.

## Награды
Отличник образования Кыргызской Республики,
Отличник юстиции Кыргызской Республики
За большой вклад в развитие Кыргызско-Российского сотрудничества в сфере образования объявлена благодарность Президентом Российской Федерации Путиным В.В.